# Корпоративное право
Корпорати́вное пра́во — подотрасль гражданского права, совокупность норм, регулирующих на основе частно-управленческих методов правового регулирования общественные отношения, связанные с образованием и деятельностью корпораций (корпоративных форм юридических лиц).

## Корпоративное право в системе права
Корпоративное право понимают в двух смыслах:
1. В широком смысле корпоративное право — это совокупность юридических норм, регулирующих правовой статус, порядок деятельности и создания хозяйственных обществ и товариществ.
2. В узком смысле под корпоративным правом понимают систему правил, установленных собственником или администрацией коммерческой организации и регулирующих правоотношения внутри данной организации.

Что касается отраслевой принадлежности корпоративного права, то в современной российской доктрине его относят или к подотрасли гражданского , или к подотрасли предпринимательского права. Также существует мнение, что это самостоятельная отрасль права.
Корпоративное право тесно связано также с акционерным, кооперативным, хозяйственным правом. Следует особо заметить, что по мнению ряда ученых, корпоративное право включает в себя все выше названное.

## Предмет корпоративного права
Предметом корпоративного права являются корпоративные правоотношения. Корпоративные правоотношения — это урегулированные нормами права общественные отношения, возникающие в связи с созданием и деятельностью корпорации.
Под корпорацией в российской правовой доктрине понимаются главным образом коммерческие организации, уставной капитал которых поделен на доли, характеризующиеся организационным единством (наличием органов управления), сохраняющаяся независимо от изменения состава её участников. Таким образом, корпорациями в узком смысле этого слова можно назвать хозяйственные общества (акционерное и с ограниченной ответственностью) и производственные кооперативы.
Поэтому корпоративное право, в основном, очерчивается положениями специального законодательства о юридических лицах, занимающихся коммерческой деятельностью (например, российские законы «Об акционерных обществах», «Об обществах с ограниченной ответственностью», «О сельскохозяйственной кооперации» и пр).

## Метод корпоративного права
Корпоративное право регулируется как частно-правовыми методами, характерными для гражданского права, так и публично-правовыми методами, характерными для предпринимательского права.
В отличие от классических гражданско-правовых отношений в корпоративных правоотношениях присутствует элемент неравенства, власти-подчинения. Помимо собственно имущественных отношений, регулируемых гражданским правом, в корпоративных правоотношениях присутствует организационно-управленческий аспект, выражающийся в большом количестве императивных предписаний, что является особенностью корпоративных правоотношений, позволяющей выделить их в отдельную группу.
Таким образом методология корпоративного права носит диспозитивно-императивный характер.

## Цели корпоративного права
Существует три основные цели действия правовых норм корпоративного права:
1. Установление правового статуса хозяйственных организаций
2. Определение порядка образования хозяйственных организаций
3. Определение порядка деятельности хозяйственных организаций